# Любицкий сельский совет (Новониколаевский район)
Любицкий сельский совет (укр. Любицька сільська рада) — входит в состав
Новониколаевского района
Запорожской области
Украины.
Административный центр сельского совета находится в 
с. Любицкое.телефон моб.

## История
- 1943 — дата образования.

## Населённые пункты совета
- с. Любицкое
- с. Даниловка
- с. Лесное
- с. Мировка